# TK40
TK40（てぃけい よん まる）は、京セラによって開発された、ツーカーの第二世代携帯電話 (PDC) 端末製品である。

## 概要
ツーカーセルラー東京（ツーカー東京）、ツーカーセルラー東海（ツーカー東海）、ツーカーホン関西（ツーカー関西）が発売した。ツーカーのシンプル路線の流れをくんだ端末で、キャッチコピーは一歩、すすんだ「やさしさ」です。カンタン・軽量 お手軽ケータイだった。24×24ドットのデカ文字を採用。用途により16×16ドットの通常の文字サイズも利用することができる。また予測変換機能も搭載している。カメラに関しては搭載されていない。
2003年11月の発売当時はPDCかつ折りたたみ端末としては最軽量（84g）だった。

## 歴史
- 2003年8月26日：電気通信端末機器審査協会 (JATE)通過
- 2003年8月26日：技術基準適合証明 (TELEC) 通過
- 2003年11月13日：ツーカー各社よりTT32と共に販売すると発表
- 2003年12月上旬：発売